# Teresa Duran i Armengol
Teresa Duran i Armengol (Barcelona, 16 de desembre de 1949) és una pedagoga, escriptora i il·lustradora catalana, molt destacada per la seva dedicació al llibre infantil i juvenil, tant en el camp de la creació com de la investigació, la crítica literària o les distintes formes de docència i difusió.

## Biografia
Teresa Duran, pedagoga, escriptora i dissenyadora gràfica, ha estat professora del Departament de Didàctica de l'Educació Visual i Plàstica de la Universitat de Barcelona i professora de disseny a l’escola Elisava. La seva tesi doctoral sobre Els suports narratius dins la literatura infantil (2001) va obtenir el premi extraordinari del claustre de la Facultat de Pedagogia, i ha estat publicada posteriorment amb el títol d'Àlbums i altres lectures. Dins l'àmbit català és més coneguda com a escriptora o crítica de literatura infantil il·lustrada. També ha estat comissària i coordinadora de moltes exposicions de temàtica literària o cultural per a entitats d'alt nivell estatal i local, ha fet guions per a mitjans audiovisuals públics o museístics i ha rebut força premis nacionals i internacionals per la seva obra literària i pedagògica.

## Obres
Ha escrit més de cent llibres per a infants i joves. També ha traduït obres tan destacades com els Contes per telèfon, de Gianni Rodari, o Els últims gegants, de François Place, i ha col·laborat en diferents revistes infantils com Cavall Fort i Tretzevents, i ha exercit com a crítica a Faristol, revista que també va dirigir, i a El Periódico de Catalunya. Com a investigadora i pedagoga, ha col·laborat en revistes d'investigació pedagògica, com Guix, Perspectiva Escolar, In-fan-cia, Cuadernos de Pedagogia (CLIJ), Escola Catalana, Crònica d’Ensenyament, i ha participat en altres publicacions com Delibros, Catalan Writing, Bulletin du Centre de Recherche et Investigation de Litterature de Jeunesse o La Révue des Livres pour enfants.
El 2007 va rebre la Creu de Sant Jordi, el Premi de Pedagogia de la Fundació Enciclopèdia Catalana per Tipologia dels protagonistes de literatura infantil, del Patufet a la Mary Plexiglas, i al 2020 ha rebut el premi Trajectòria de la Setmana del Llibre en Català.
Literatura infantil
- Contes de l'esquirol (1981)
- Joanot de Rocacorba (1983, premi Josep Maria Folch i Torres 1982)
- A les fosques (1989)
- El pitjor llop (premi de la crítica Serra d'Or 1995)
- Barbablava (1998)
- Mares a l'engròs (2000)
- Secrets de la selva fosca (2001)
- Quinzemons. Recull de contes interculturals (2001)
- A pas de pallasso (2004)
- Paraula de gos (2004).

Teatre
- Les dues velles i els dotze mesos (1996)

Guions
- El gegant del pi (1994)
- La volta al món en 80 dies (1998)

Altres
- Col·lecció Popof i Kocatasca (Premi Crítica Serra d'Or de Literatura Infantil i Juvenil, 1997)[7]